# Pablo Ervin Schmitz Simon
Pablo Ervin Schmitz Simon (Fond du Lac, 3. prosinca 1943.), nikaragvanski rimokatolički biskup i apostolski vikar Bluefieldsa.

## Životopis
Rođen je u Fond du Lacu 3. prosinca 1943. Zaređen je za svećenika 3. rujna 1970. godine u kapucinskom redu. Dana 22. lipnja 1984. imenovan je pomoćnim biskupom Elepla  i pomoćnim biskupom apostolskog vikarijata Bluefieldsa. Zaređen je za biskupa 17. rujna 1984. godine. Dana 28. srpnja 1994. godine, imenovan je vikarom Apostolskog vikarijata Bluefieldsa.